# ريتشارد ميرفين هير
كان ريتشارد ميرفين هير، الحائز على زمالة الأكاديمية البريطانية، (21 مارس 1919-29 يناير 2002)، المعروف باسم أر. أم. هير، فيلسوفًا أخلاقيًا بريطانيًا شغل منصب أستاذية وايت للفلسفة الأخلاقية في جامعة أكسفورد منذ عام 1966 حتى عام 1983. عمل في التدريس لعدة سنوات في جامعة فلوريدا، وكانت نظرياته للأخلاقيات الفوقية مؤثرة خلال النصف الثاني من القرن العشرين.
يشتهر هير بتطويره لنظرية التحكمية الأخلاقية باعتبارها نظرية فوق أخلاقية، والتي يقول إنها مدعومة بتحليل السمات الشكلية للخطاب الأخلاقي، ولدفاعه عن نفعية المصلحة بناءً على مفهوم التحكمية الخاص به.
أصبح العديد من طلاب هير، مثل بريان ماكغينيس، جون لوكاس، وبيرنارد ويليامز فلاسفة معروفين. تبنى بيتر سينجر، المعروف بمشاركته في حركة حقوق الحيوان (والذي درس عمل هير كطالب مع مرتبة الشرف في جامعة ملبورن، وتعرَّف على هير شخصيًا عندما كان طالبًا في الدراسات العليا الفلسفية في جامعة أكسفورد) بعض عناصر فكر هير بشكل واضح، ولكن ليس مذهبه حول التحكمية الشاملة.

## التأثيرات
تأثر هير كثيرًا بانفعالية أيه. جيه. آير وتشارلز إل. ستيفنسون، وفلسفة اللغة العادية لجيه. إل. أوستن، وقراءة معينة لفلسفة لودفيغ فيتغنشتاين الحديثة، والنفعية، وإيمانويل كانط.
رأى هير أن القواعد الأخلاقية لا ينبغي أن تستند إلى مبدأ المنفعة، على الرغم من أنه أخذ في الاعتبار الاعتبارات النفعية. إن منهجه الهجين في الأخلاقيات الفوقية يميزه عن النفعيين الكلاسيكيين مثل جيريمي بنثام. يمكن تفسير كتابه بعنوان فرز الأخلاقيات على أنه يقول إن هير كان كانطيًا بقدر ما هو نفعي، ولكن هناك مصادر أخرى لا توافق على هذا التقييم. رغم استخدام هير للعديد من مفاهيم كانط، وخاصة فكرة التطبيق الشامل، إلا أنه بقي من أتباع العواقبية، وليس عالمًا بالأخلاقيات، في آرائه الأخلاقية المعيارية. تناول هير نفسه احتمال أن يكون كانط نفعيًا مثله في كتابه «هل كان كانط نفعيًا؟».

## الوصفية العالمية
طور هير في سلسلة من كتبه، وخاصة لغة الأخلاق (1952)، والحرية والعقل (1963)، والتفكير الأخلاقي (1981)، نظرية أطلق عليها اسم التحكمية الشاملة. تقول هذه السلسلة إن المصطلحات الأخلاقية مثل «الخير» و«يجب» و«الصواب» لها خاصيتان منطقيتان أو دلاليتان، وهما الشمولية والتحكمية. كان يعني بالشمولية أن الأحكام الأخلاقية يجب أن تحدد الموقف الذي تصفه وفقًا لمجموعة محدودة من المصطلحات العامة، باستثناء أسماء العلم، ولكن ليس الأوصاف التعريفية. بالمقابل، كان يعني بالتحكمية أنه يجب على الفاعلين الأخلاقيين القيام بالأفعال التي يعتبرون أنفسهم ملزمين بها كلما كانوا قادرين جسديًا ونفسيًا على ذلك. بعبارة أخرى، قال إنه ليس من المنطقي أن يقول شخص ما بصدق: «يجب أن أفعل X»، ثم يفشل في ذلك. حدد فرانكينا ونوبيس وآخرون هذا باعتباره عيبًا كبيرًا في نظام هير، وذلك لأنه لا يأخذ الأكراسي (العجز الأخلاقي)، أو ضعف الإرادة بعين الاعتبار.
جادل هير بأن الجمع بين الشمولية والتحكمية يؤدي إلى شكل معين من العواقبية، وهو نفعية المصلحة. هذا يعني باختصار أنه يجب علينا أن نتصرف بطريقة تحقق أقصى قدر من الرضا لمصلحة الناس.

## أهمية الخصوصية
يبتعد هير عن رأي كانط الذي يفترض بأن تطبيق الأمر القاطع يجب أن يعتمد فقط على المبادئ السلوكية الأكثر عمومية (مثل «لا تسرق») دون النظر إلى العواقب. إن تجاهل العواقب يؤدي إلى نتائج غير منطقية، ومن الأمثلة التي يقدمها أنه من الخطأ سرقة خطط الإرهابيين لتفجير منشأة نووية، ويجب أن تؤخذ في الاعتبار جميع الحقائق المحددة للظرف، بما في ذلك العواقب المحتملة، وهي تشمل أيضًا الخصائص الشمولية ذات الصلة للحقائق، مثل الحالات النفسية للأشخاص المعنيين.

## الأخلاق التطبيقية والفلسفة السياسية
قدم هير بعض المساهمات المهمة في مجالات الفلسفة السياسية والأخلاق التطبيقية، بينما كان مهتمًا في المقام الأول بالأخلاقيات الفوقية. حظيت مقالاته حول أخلاقية العبودية والإجهاض والقاعدة الذهبية وشبه النباتية باهتمام أكبر من بين مقالاته في هذه المجالات. جُمِعَت أهم أعمال هير في الفلسفة السياسية والأخلاق التطبيقية في مجلدين، وهما مقالات عن الأخلاق السياسية (1989) ومقالات عن أخلاقيات علم الأحياء (1993)، وكلاهما نشرتهما مطبعة جامعة أكسفورد.